# Punta Melchiorre
La Punta Melchiorre (2.952 m s.l.m. - Pointe Melchior in francese) è una montagna della Catena Bernauda-Pierre Menue-Ambin nelle Alpi Cozie. Si trova sul confine tra la Francia (dipartimento delle Alte Alpi) e l'Italia (provincia di Torino).

## Caratteristiche
È la montagna centrale del Gruppo dei Re Magi, gruppo montuoso che separa la Valle Stretta dalla Valle della Rho (valle situata sopra Bardonecchia). Le altre due montagne del gruppo sono: Punta Baldassarre e Punta Gasparre.

## Salita alla vetta
Si può salire sulla vetta partendo dalla Valle Stretta. Poco prima delle Grange di Valle Stretta si attraversa il torrente e si risale il vallone che separa la Punta Melchiorre dalla Punta Gasparre.

### Cartografia
- Cartografia ufficiale italiana in scala 1:25.000 e 1:100.000, Istituto Geografico Militare. URL consultato il 24 febbraio 2018.
- Cartografia ufficiale francese dell'Institut géographique national (IGN), consultabile online